# Фишхук
Фишхук (англ. Fishhook) — статистически обособленная местность в боро Матануска-Суситна штата Аляска (США). По данным переписи 2010 года население составляет 4679 человек.

## География
Площадь статистически обособленной местности составляет 229 км², из которых 228,2 км² — суша и 0,7 км² — открытые водные пространства.

## Население
По данным переписи 2000 года население статистически обособленной местности составляло 2030 человек. Расовый состав: белые — 91,38 %; афроамериканцы — 0,44 %; коренные американцы — 3,55 %; азиаты — 0,79 %; жители островов Тихого океана — 0,20 %; представители других рас — 0,69 % и представители двух и более рас — 2,96 %. 1,67 % населения — латиноамериканцы всех рас.
Из 663 домашних хозяйств в 45,4 % — воспитывали детей в возрасте до 18 лет, 64,1 % представляли собой совместно проживающие супружеские пары; 6,2 % — женщины, проживающие без мужей и 23,2 % не имели семьи. 17,0 % от общего числа семей на момент переписи жили самостоятельно, при этом 2,6 % составили одинокие пожилые люди в возрасте 65 лет и старше. В среднем домашнее хозяйство ведут 3,04 человек, а средний размер семьи — 3,44 человек.
Доля лиц в возрасте младше 18 лет — 34,0 %; лиц старше 65 лет — 3,7 %. Средний возраст населения — 33 года. На каждые 100 женщин приходится 108,6 мужчин; на каждые 100 женщин в возрасте старше 18 лет — 114,4 мужчин.

## Экономика
Средний доход на совместное хозяйство — $55 179. Средний доход на душу населения — $20 042.